# ماكسيم شانوت
ماكسيم شانوت (بالفرنسية: Maxime Chanot)‏ (21 نوفمبر 1989 بنانسي في فرنسا - ) هو لاعب كرة قدم لوكسمبورغي في مركز الدفاع. شارك مع منتخب لوكسمبورغ لكرة القدم. أما مع النوادي، فقد لعب مع بيرتشوت وبيرسخوت إيه سي وستاد ريمس وشيفيلد يونايتد ونادي غويونيون ونادي كورتريك ونادي لومان ونادي نانسي وهاميلتون أكاديميكال ونادي مانسفيلد تاون ورويال وايت ستار بروكسل ‏.

## وصلات خارجية
- ماكسيم شانوت على موقع الاتحاد الدولي (مؤرشف)  (الإنجليزية)
- ماكسيم شانوت على موقع الاتحاد الأوربي (الإنجليزية)
- ماكسيم شانوت على موقع الدوري الأمريكي (الإنجليزية)
- ماكسيم شانوت على موقع قاعدة بيانات كرة القدم.إي يو (الإنجليزية)
- ماكسيم شانوت على موقع ليكيب (الفرنسية)
- ماكسيم شانوت على موقع ناشيونال فوتبول تيمز (الإنجليزية)
- ماكسيم شانوت على موقع Soccerway.com (الإنجليزية)
- ماكسيم شانوت على موقع عالم كرة القدم.نت (الإنجليزية)